# Лидија
Лидија (стгрч. Λυδία [], лат. Lydia) је историјски регион у западној Анадолији, данашњој Турској, која обухвата модерне провинције Измир и Маниса. Њено становништво је говорило анатолски језик познат као лидијски језик. Главни град је био град Сард (тур. Sart).
Краљевина Лидија је постојала од око 1200. године п. н. е. до 546. п. н. е. У својој највећој експанзији Краљевина Лидија је током 7. века п. н. е. обухватала цео западни део данашње Анадолије. Године 546 п. н. е, постала је провинција Ахеменидског персијског царства, позната као Лидијско сатрапство или Спарда у староперсијском. Године 133 п. н. е, Лидија је постала део римске провинције Азије.
Сматра се да су кованице биле изумљене у Лидији око 7. века п. н. е.

## Језик
Лидијски језик је био индоевропски језик из анатолске језичке фамилије, сродан са лувијским и хититским. Због фрагментарности података о њему, значења многих речи су непозната, али је одређен знатан део његове граматике. Слично другим анатолским језицима, у њему су екстензивно били заступљени префикси и граматичке речце ради спајања клаузула. Лидијски је исто тако прошао кроз опсежну синкопу, што је довело до бројних груписања сугласника која су атипична за индоевропске језике. Лидијски језик је изумро око 1. века п. н. е.

## Рана историја: Меонија и Лидија
Лидија је настала као пост-хетитско краљевство, после пропасти краљевине Хетита у 12. веку пре нове ере. Изворно име јој је било Мионија (лат. Maeonia). Хомер је спомиње у својој Илијади, где становнике Лидије зове Меонијанцима (грч. Μείονες). Хомер приликом описа главног града, град не назива Сардис, већ Хајд. Претпоставља се да је Хајд била област где се Сард налазио.
Касније је Херодот написао да је краљевина добила име по свом првом краљу Лидосу (грч. Λυδός), који је био син Атиса и Цибеле. Овај мит иде у прилог грчком имену Лидоји (грч. Λυδοί), док хебрејски извори наводе име Лудим (хебр. לודים []), које се односи Лиђане, библијске ратнике. Лидијски ратници су били познати као добри стрелци, говорили су индоевропским језиком који је био сродан са хетитским језиком и сматра се чланом фамилије анадолских језика. Лиђани су нестали са историјске сцене током 1. века пре нове ере.
Меонце последњи пут спомиње Плиније Старији, који је забележио да су живели поред реке Хермус у граду Меонији.

## Држава
Јоњани су населили Лидију крајем 2. миленијума п. н. е. Становништво су чиниле мешавине локалног индоевропског становништва и индоевропских дошљака: Хетита, Фригијаца и Грка. Главни град Лидије био је Сард. Прве две династије у Лидији произилазе из грчког мира: Атијади и Хераклиди. За Атиса, родоначелника Атијада, везана је легенда о исељавању у Италију коју је водио, биран коцком, његов син Тирен. По њему је Тиренско море добило назив. Други Атисов син називао се Лидос. Он је, са делом народа, остао у земљи. По њему је народ назван Лидијцима. Потом је уследила династија Хераклида коју је чинило 22 краља са укупном владавином од 505 година (Херодот). Последњи краљ, Кандаулес, био је савременик фригијског краља Миде. Након његове смрти започиње период владавине династије Мермнада. Објективна хронологија краљевине Лидије почиње са Гигесом (685-652). Гигес је познат по огромном богатству које је било једнако Мидасовом богатству. Гигес је проширио своју државу користећи се падом Фригије након похода Саргона Акадског и продора Кимераца. Гигес је поразио краља Кимераца након чега се они нису усудили да нападну лидијску државу. Лидијски краљ је помагао устанак Псаметиха І против асирске власти. Обезбедио му је помоћ грчких и каријских најамника уз помоћ којих је Псаметих протерао Асирце из Египта и основао нову династију. Гигес је страдао 652. године п. н. е. приликом упада трачанских Трера у Малу Азију. Трери су запалили Артемидин храм у Ефесу, а град Магнезију разорили до темеља. Трери су се удружили са Кимерцима. Из земље их је истерао краљ Алијат II (605-560). Алијат је водио борбе са Међанима утврдивши границу на реци Халис. Његов син Крез (560-546) постао је синоним богатства. Међутим, нашао се на путу успону Персије под Киром Великим. Кир напада и осваја престоницу Лидије, Сард. Крез је заробљен и одведен на персијски двор где је био један од највреднијих Кирових саветника. Падом Сарда престала је постојати држава Лидија. Након тога њене територије улазе у састав Сирије, па Пергама, да би за време Римљана чиниле део провинције Азије.